# Podocarpus nivalis
Podocarpus nivalis là một loài thực vật hạt trần trong họ Thông tre. Loài này được Hook. miêu tả khoa học đầu tiên năm 1843.

## Miêu tả
Loài này là một loại cây bụi phủ phục với các nhánh lan rộng. Nó cũng có thể là mọc thẳng một phần và cao tới 3 m. Cành tiếp xúc với đất thường xuyên ra rễ. Lá dày, cứng và gần nhau. Chúng được sắp xếp một cách xoắn ốc, nhọn ở đỉnh và có màu xanh nâu khi chúng già đi. 

## Phân bố
Loài này được tìm thấy ở Đảo Bắc phía nam Núi Hikurangi và Núi Pirongia và ở Đảo Nam. 

## Trồng trọt và sử dụng
Đây là một trong những thông tre cứng nhất ở Nam bán cầu, nó đã chịu được âm 25 °C ở Quần đảo Anh, và tồn tại trong thời gian dài dưới tuyết trong môi trường sống tự nhiên của nó, gần với hàng cây ở vùng núi cao của New Zealand. Loài cây này cần lượng mưa cao để phát triển tốt.